# Guy Ier de Blois-Châtillon
Pour les articles homonymes, voir Guy Ier et Châtillon.
 (octobre 2023).
Si vous disposez d'ouvrages ou d'articles de référence ou si vous connaissez des sites web de qualité traitant du thème abordé ici, merci de compléter l'article en donnant les références utiles à sa vérifiabilité et en les liant à la section « Notes et références ».
Guy Ier de Châtillon, mort en 1342, est le fils de Hugues II, comte de Blois, et de Béatrice de Dampierre, fille de Gui de Dampierre.
Succédant à son père en 1307, il est comte de Blois, de Dunois et de Fréteval jusqu'à sa mort. Il a également été investi seigneur de Château-Renault en 1332.

## Famille
Il épouse en 1310 Marguerite de Valois (° 1295–† 1342), fille de Charles de France, comte de Valois, d'Alencon et de Chartres, et de Marguerite d'Anjou, et sœur du futur roi de France Philippe VI.
Ils ont trois enfants:
- Louis Ier († 1346), comte de Blois, de Dunois et de Fréteval ;
- Charles de Blois (° 1319 † 1364), prétendant au Duché de Bretagne ;
- Marie qui en 1334 épouse en premières noces Raoul, duc de Lorraine puis en secondes noces Fréderic Comte de Linanges (Leiningen).

## Biographie

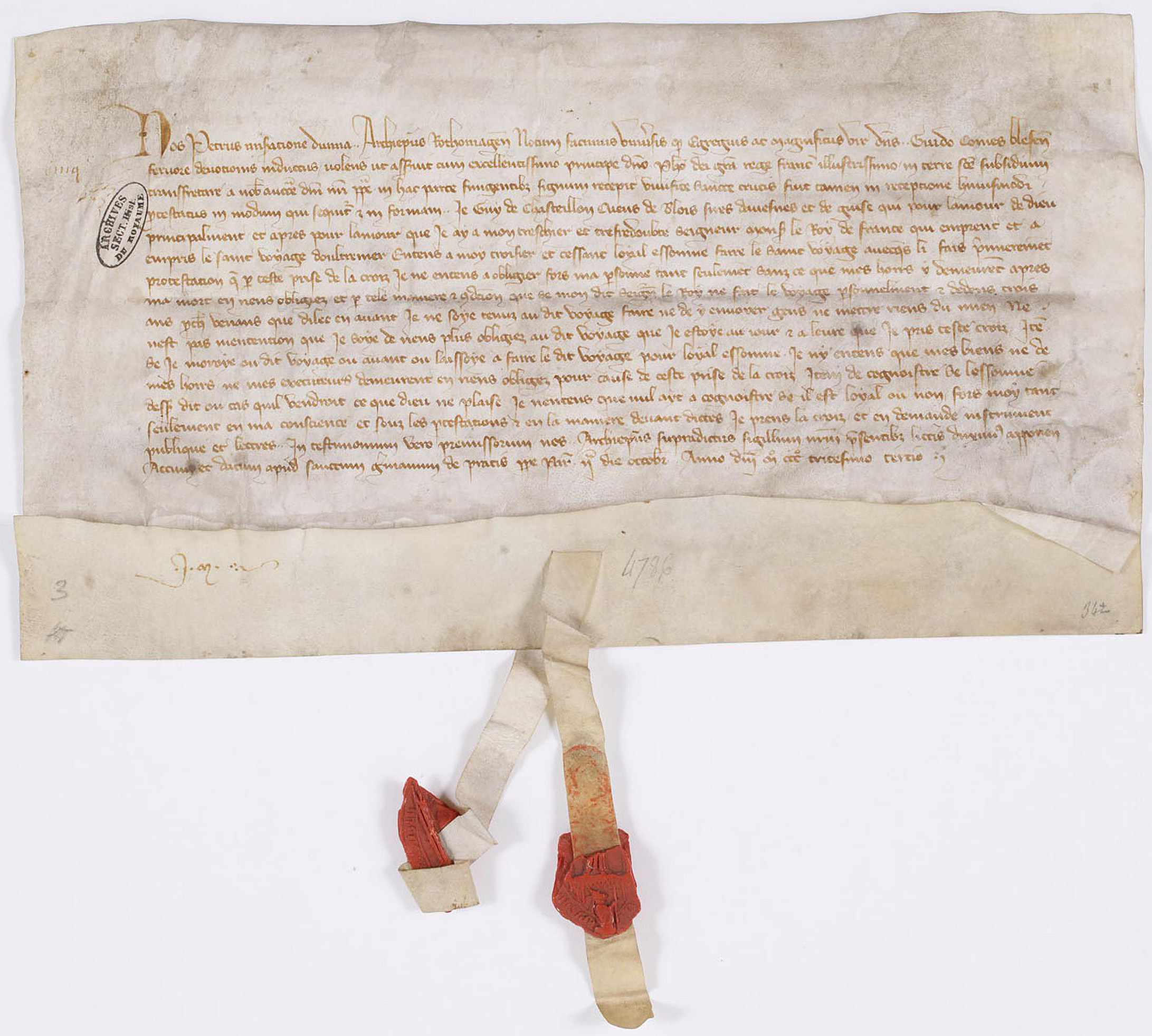
Engagement conditionnel de se croiser pris par Guy de Châtillon, Comte de Blois. Saint-Germain-des-Prés, 2 octobre 1333. Archives nationales de France.

En 1315, Guy participe avec le roi de France Louis X à la guerre contre les Flamands. Il a des demêlés avec son voisin Bouchard VI, comte de Vendôme.
En tant que comte, il ordonne la création d'un poste de bourreau en titre pour la justice du comté de Blois, et cède en 1328 son droit de monnayage au roi Philippe VI.
À partir de 1336, au début de la Guerre de Cent Ans, il assiste le roi contre Édouard III d'Angleterre.
Jouissant d'une bonne relation avec le roi de France, il obtient par ailleurs une exemption générale sur les impôts de guerres pour tous ses sujets.
Guy est mort le 12 août 1342 et est enterré avec son épouse à l'abbaye de la Guiche, près de Blois.

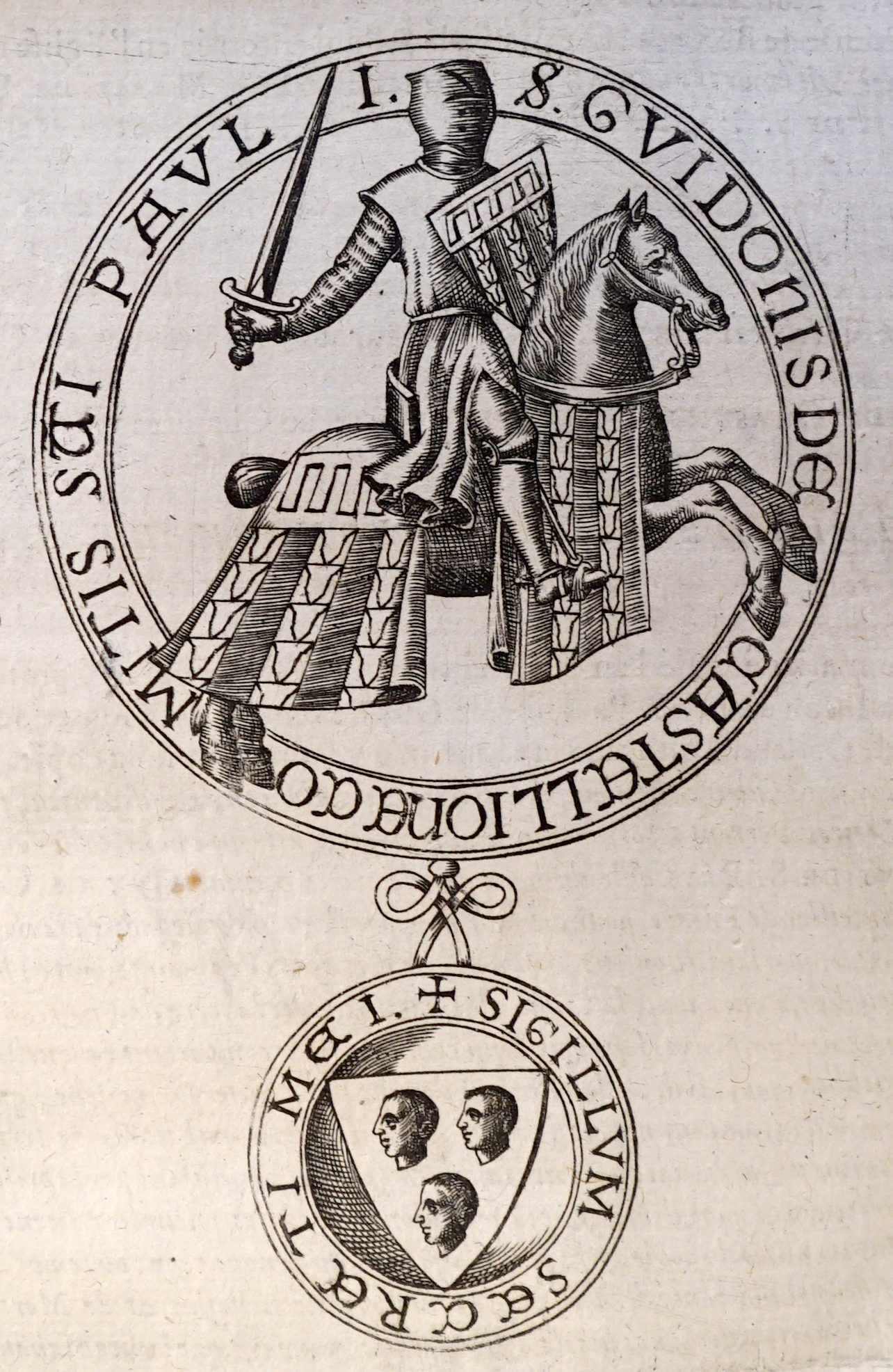
Son sceau et contre-sceau.